# Edelsitz Weingarting
Der abgekommene Edelsitz Weingarten stand an der Stelle des heutigen Kapuzinerklosters in Linz (Kapuzinerstraße 38).

## Geschichte
Obwohl heute in Linz der Flurname „Im Weingarten“ nicht mehr geläufig ist, wurde bis in die zweite Hälfte des 19. Jahrhunderts die Gegend zwischen Klamm- und Kapuzinerstraße so genannt. Zurückzuführen ist dies auf den Weinanbau, der dort vermutlich bereits seit dem 12. Jahrhundert betrieben wurde (Hinweis dafür ist der an das Stift St. Florian geleistete und im Jahre 1111 bestätigte Weinzehent). Aufgrund von Stiftungen der Linzer Bürgerfamilie der Puezzer von 1335 ist gesichert, dass an der „Pusserleytten“ (auch „Piessenlewten“ geschrieben) am sog. Judenberg Weinreben angebaut wurden. Bestätigt wird dies durch ein Privileg, ausgefertigt von Kaiser Friedrich III. um etwa 1480, das allen, die Wein anbauten, Freiheit von Zehent-, Steuer- und Bergerechtabgaben zusicherte. Vermutlich hängt dies damit zusammen, dass der Kaiser während der Ungarneinfälle seine Residenz nach Linz verlegen musste und der kaiserliche Hof dort mit Wein versorgt werden wollte.
Der erste Linzer Bürger, der von diesem Privileg auf der „Pusserleytten“ Gebrauch machte, war Balthasar Alkhover. Ihm wurde 1493 die Steuerfreiheit aufgrund des kaiserlichen Privilegs bestätigt. Nachfolger im Besitz wurde der Landesanwalt Andre Pruckner, der sich die Privilegien für die „Puchssenleyten“ 1518 zusichern ließ. Pruckner, der auch die Herrschaft Schlüsselberg besaß, gehörte wahrscheinlich dem niedrigen Adel an. 1530 kam das Grundstück an Wolfgang Dimpacher, der die Tochter Beatrix des Pruckners geehelicht hatte. Auch dieser ließ sich die Befreiung vom Zehent 1536 für seinen Weingarten „Busserleithen“ bestätigen. Nächster Besitzer war in der Mitte des 16. Jahrhunderts Ruprecht Puellacher. Seine Witwe Anna erhielt vom Anwalt der Landeshauptmannschaft ob der Enns, Hans Georg Auer, den Sitz Weingarten „Pusserleiten allhier zu Linz gelegen“ zugesprochen. 1570 ging dieser Besitz an den kaiserlichen Rat, Sekretär und Landschreiber Weikhart Fürst und von diesem an Georg Pirchinger. Damit ist um 1570 der Weinberg erstmals sicher in adeliger Hand. Pirchinger war Hofschreiber in Weißenberg im Dienste des Wolf von Volkensdorf und nannte sich „Georg Pyhringer zum Weingarthof“. Daraus lässt sich erschließen, dass hier bereits früher, vermutlich unter dem Ruprecht Puellacher, ein Wohngebäude stand, das aufgrund der früheren Freibriefe ohne besondere Formalität von seinem adeligen Besitzer als Freisitz betrachtet wurde. Unter Georg Pirchinger kam es auch zu einer Änderung des Flurnamens von Pusserleyten über Weingarthof zu Weingarting. Um 1580 kam der Besitz an den kaiserlichen Rat und Rentmeister der Stadt Steyr, Jobst Schmidtauer, der sich „von Weingarting“ nannte. Nach kurzer Zeit, nämlich 1581, wurde der Besitz an Kaiser Rudolf II. veräußert. Der Kaiser wollte den Hof aber nicht behalten, sondern zu einem möglichst hohen Preis weiterveräußern. Von einer ganzen Reihe von Kaufinteressenten kam 1588 Wilhelm Seemann, kaiserlicher Rat und Anwalt der Landeshauptmannschaft ob der Enns, zum Zuge. Wiederum 1590 veräußerte er den Freisitz Weingarting mit Wein- und Baumgarten, Hof mit Tor und sechs zugehörigen Hofstätten an seinen Schwager Christoph Abraham von Retschan zu Feldegg, Riedau und Zell an der Pram. Nach dessen Ableben im Jahre 1604 ging sein ganzer Besitz an die Kinder Christian Melchior und Barbara seiner mit Ferdinand von Hohberg und Gutmannsdorf verheirateten Schwester Rosina sowie an seine zweite Schwester Marie Salome, verheiratete Feyingerin, über. Diese verkauften auf landesfürstliche Anordnung durch Erzherzog Matthias Weingarting 1606 an Kaiser Rudolf II., der hier ein Kloster der Kapuziner zur Rekatholisierung der protestantischen Bevölkerung von Linz nach der Zeit des Protestantismus errichten wollte.
Die Obrigkeit über die zwischenzeitlich auf zehn Hofstätten angewachsenen Grundholden des Freisitzes blieb vorerst bei den Verkäufern. Erst 1644 wurden diese an Leopold Kemeter zu Tribein verkauft. Obwohl die Stadt Linz großes Interesse an dem Erwerb dieser Höfe hatte, kamen diese zuerst durch Kauf an Georg Siegmund von Salburg. 1650 ging ein Teil dieser Höfe dann tatsächlich an die Stadt Linz über. Die letzten Besitztümer im Weingarten konnten von der Stadt 1652 für die geplante Stadterweiterung erworben werden.

## Weingarting heute
Heute befindet sich an der Stelle des Edelsitzes im Weingarten das Kapuzinerkloster bzw. die Kirche St. Matthias. Das Kloster wurde 1606 gegründet; die erste Kapuzinerkirche wurde 1612 geweiht, dann aber zugunsten der heutigen Kirche St. Matthias abgebrochen. Diese wurde 1662 geweiht, ihr Kirchturm stammt von 1786, der Turmhelm wurde 1908 angefertigt. 1680 erhielten die Kapuziner zudem die kaiserliche Bewilligung, in den damaligen Pestzeiten ein Hospiz zu errichten. Das Kloster blieb bis zur Auflösung der Provinz im Jahr 1991 bestehen.
Auf den Klostergründen wurden 1811 eine Schule und ein Heim für hör- und sehbehinderte Kinder errichtet, die seit 2002 von der Caritas betrieben werden.
Von der Pfarre St. Matthias wird eine Arbeitsloseninitiative betreut; hier befindet sich auch das unabhängige Kulturzentrum KAPU.

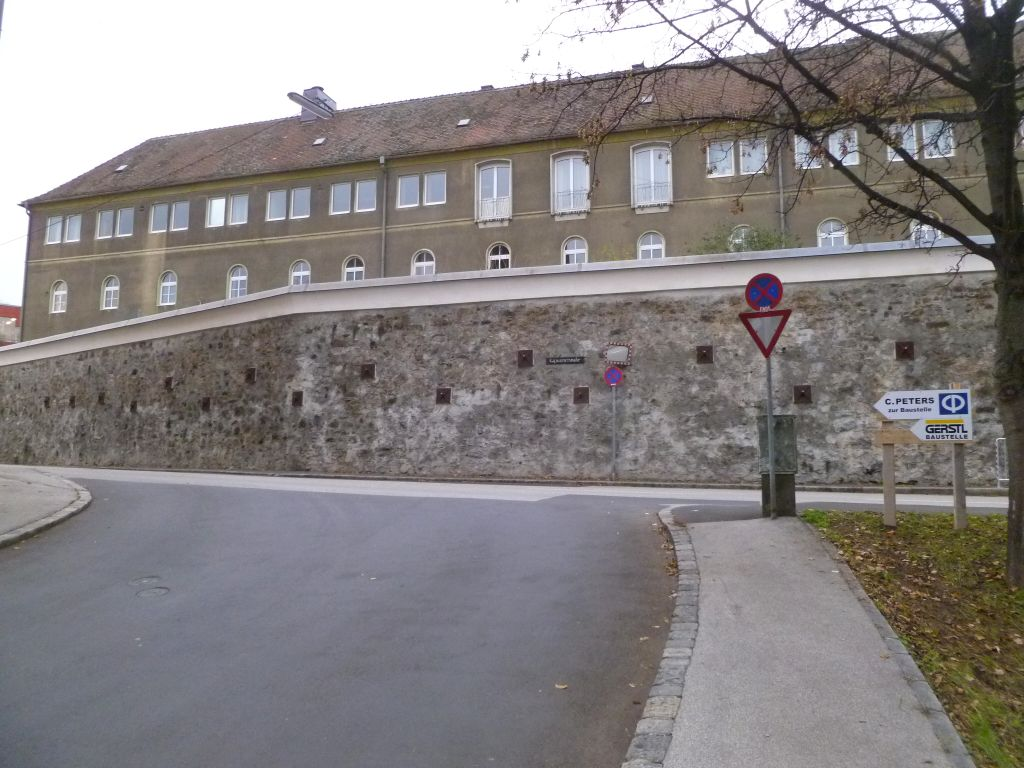
Kapuzinerkloster Linz
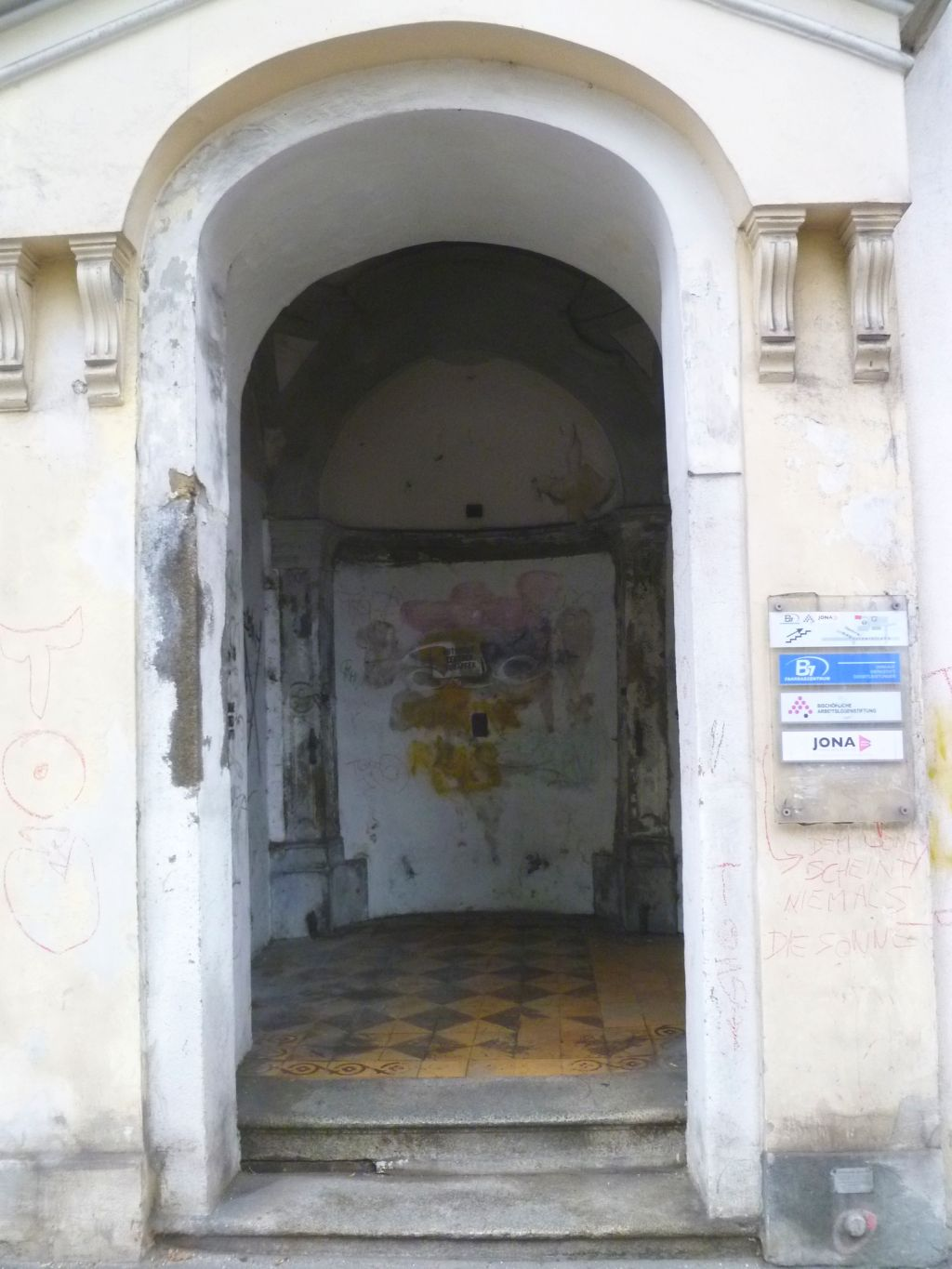
Aufgang zum Kapuzinerkloster (Linz)
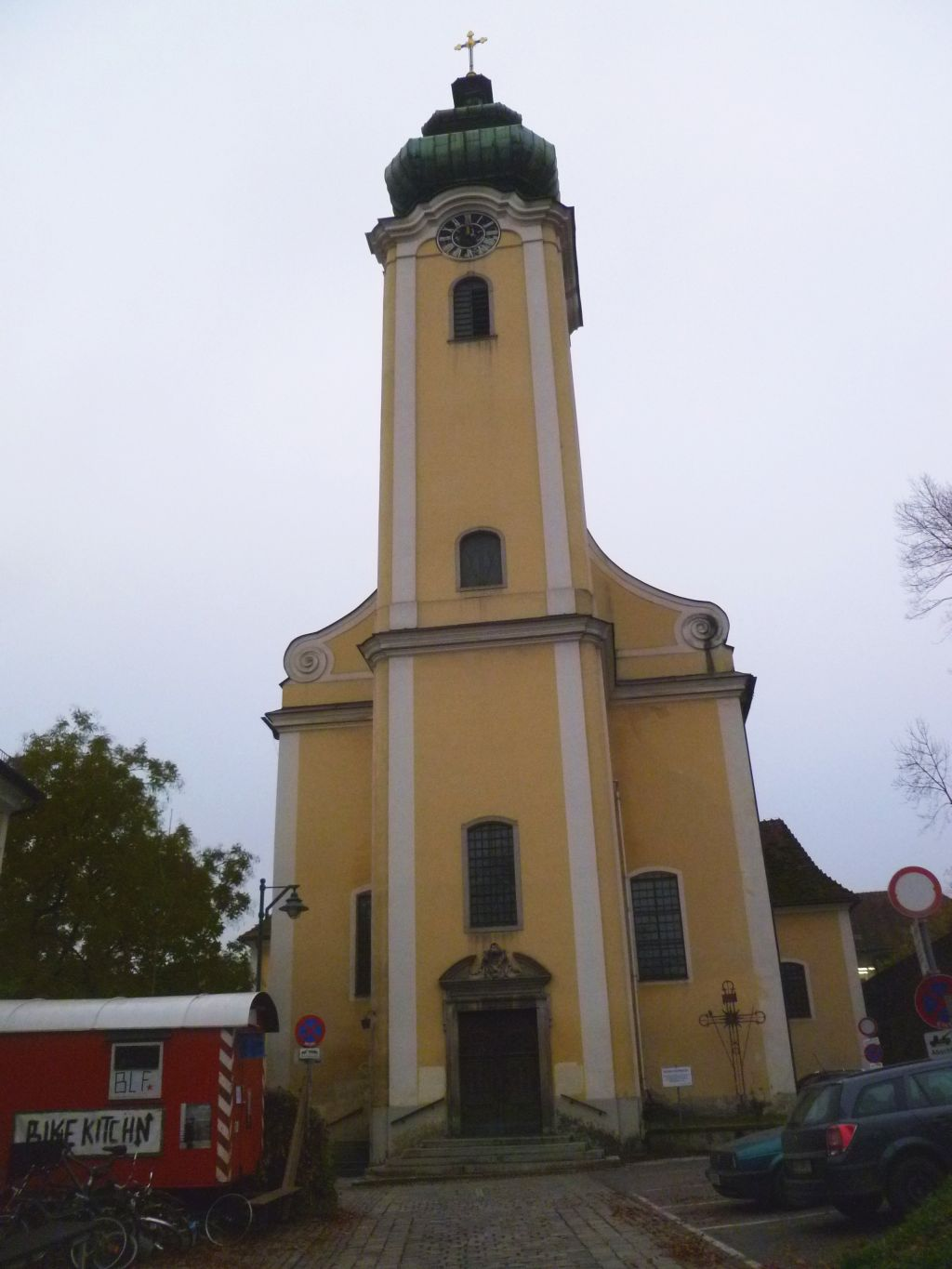
Kirche St. Matthias
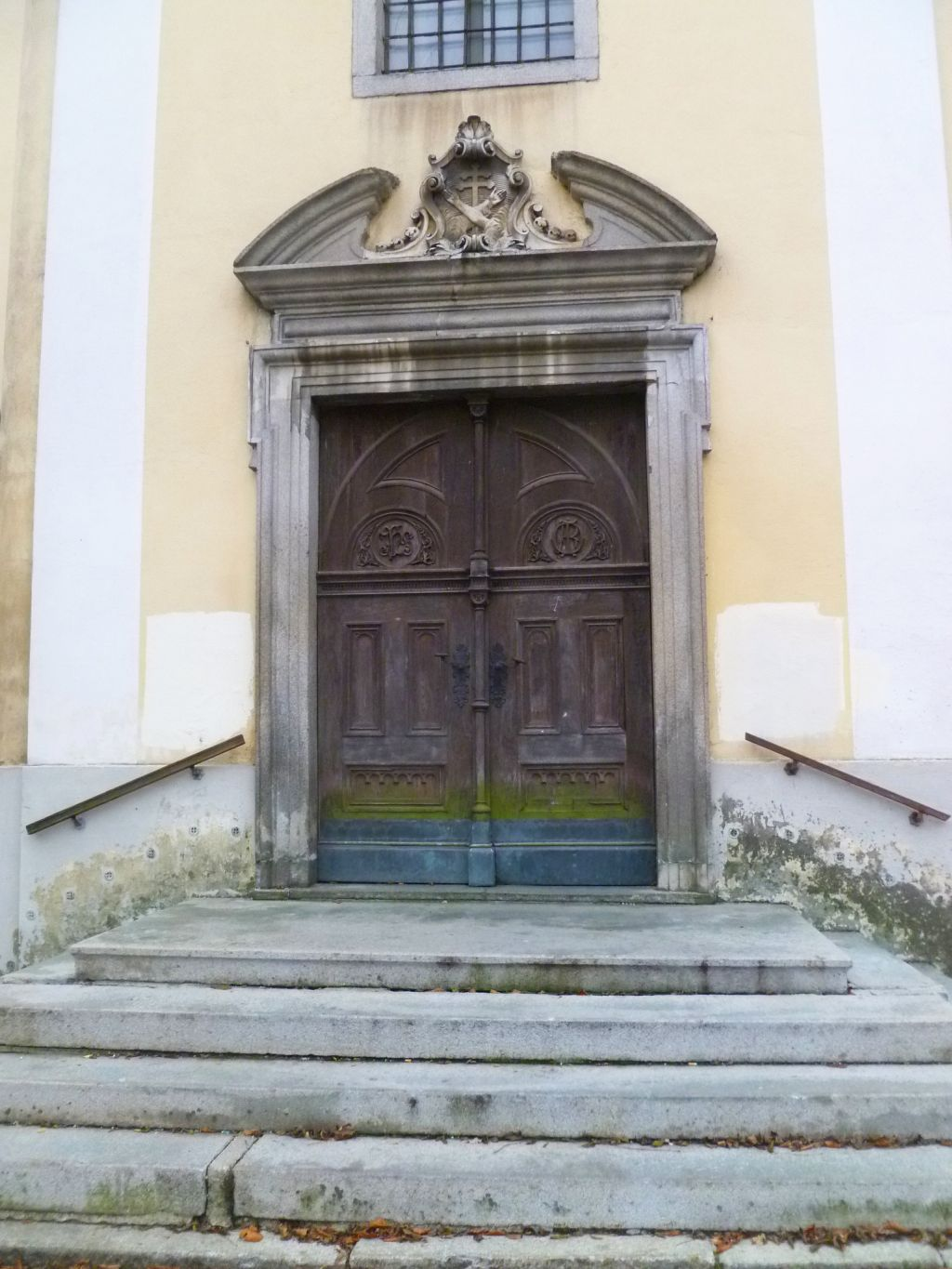
Eingang zur Kapuzinerkirche St. Matthias
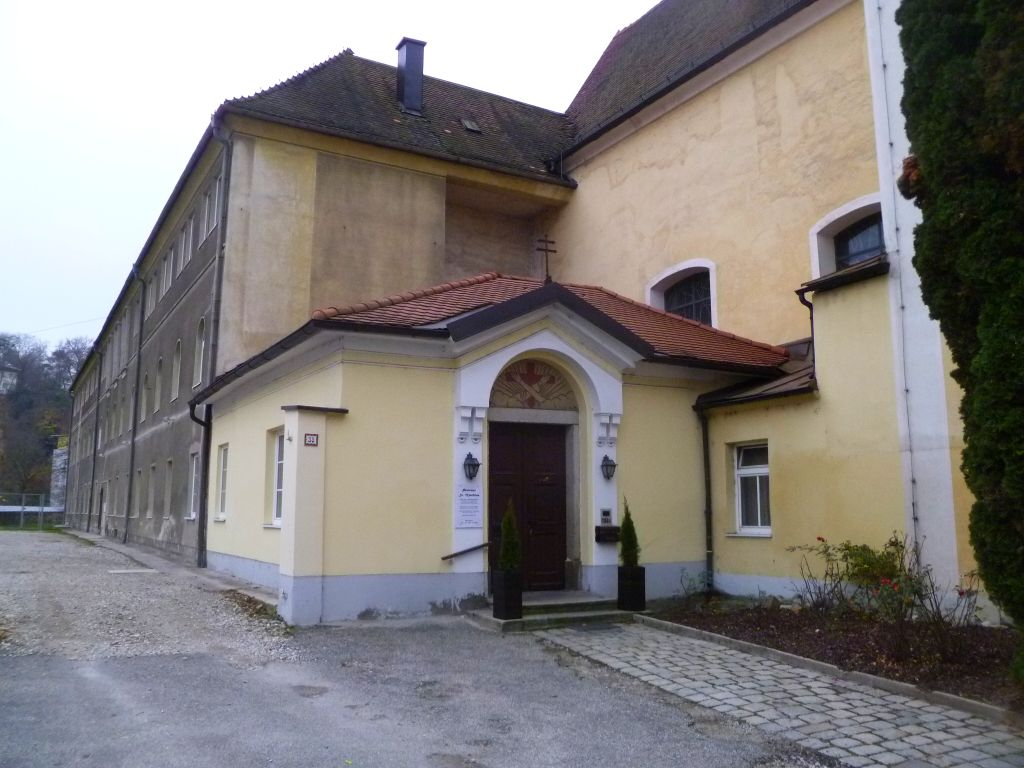
Eingang Pfarramt St. Matthias